# Сельское поселение Энмелен
Се́льское поселе́ние Энмелен — муниципальное образование в Провиденском районе Чукотского автономного округа Российской Федерации.
Административный центр — село Энмелен.

## История
Статус и границы сельского поселения установлены Законом Чукотского автономного округа от 29 ноября 2004 года № 45-ОЗ «О статусе, границах и административных центрах муниципальных образований на территории Провиденского района Чукотского автономного округа»
Законом Чукотского автономного округа от 8 июня 2015 года № 51-ОЗ, все муниципальные образования Провиденского района — городское поселение Провидения, сельское поселение Янракыннот, сельское поселение Нунлигран, сельское поселение Энмелен — были объединены в Провиденский городской округ.

## Население
| 2010 | 2012 | 2013 | 2014 | 2015 |
| ---- | ---- | ---- | ---- | ---- |
| 367  | ↘354 | ↘353 | ↘329 | ↘307 |

## Состав сельского поселения
| № | Населённый пункт | Тип населённого пункта       | Население |
| - | ---------------- | ---------------------------- | --------- |
| 1 | Энмелен          | село, административный центр | ↘281      |